# Internationales Institut für Verwaltungswissenschaften
Das Internationale Institut für Verwaltungswissenschaften (IIAS aus dem englischen International Institute of Administrative Sciences) ist die internationale wissenschaftliche Organisation der Verwaltungswissenschaft.
Das IIAS beschäftigt sich mit sämtlichen Fragen der zeitgenössischen öffentlichen Verwaltung auf nationalstaatlicher und internationaler Ebene und bietet Verwaltungswissenschaftlern und -praktikern ein Forum für vergleichende Studien.
Jährlich veranstaltet das IIAS drei Konferenzen in drei verschiedenen Ländern und publiziert vier Ausgaben der Zeitschrift International Review of Administrative Sciences auf Englisch, Französisch und Mandarin. Darüber hinaus veröffentlicht das Institut Bücher und elektronische Zeitschriften.
Dem IIAS obliegt zudem die Koordination von rund neunzig Mitgliedsstaaten und nationalen Sektionen.

## Untergruppen
Das Institut gliedert sich in vier Untergruppen, die in ihren Themen und Regionen eigene Aktivitäten organisieren:
- Die International Association of Schools and Institutes of Administration (IASIA) ist ein Verband von Organisationen und Personen, die sich der Ausbildung für die öffentliche Verwaltung widmen.[1]

- Die European Group for Public Administration (EGPA), der Regionalgruppe für Europa.
- Die Latin American Group for Public Administration (LAGPA), der Regionalgruppe für Lateinamerika
- Die Asian Group for Public Administration (AGPA), der Regionalgruppe für Asien.

## Mitglieder
Das IIAS unterscheidet vier Kategorien von Mitgliedern:
- Mitgliedsstaaten
- völkerrechtliche Internationale Organisationen, in denen Mitgliedsstaaten des IIAS Mitglied sind
- Nationale Sektionen, die von einschlägig qualifizierten Personen gegründet wurden
- institutionelle Mitglieder, also Einrichtungen und Vereinigungen im Feld der öffentlichen Verwaltung auf internationaler, nationaler, und subnationaler Ebene.

## Organisationsaufbau
Wesentlichen Organe des Instituts sind der Verwaltungsrat, die Vollversammlung und das Sekretariat. Die komplexe Organisationsstruktur des Instituts führte 2018 zur Einsetzung einer Arbeitsgruppe zur Strukturreform.

### Verwaltungsrat
Der Verwaltungsrat kontrolliert die Geschäfte des Instituts, entscheidet auf Basis der Vorschläge des Programm- und Forschungsbeirats über die Aktivitäten des Instituts und erstellt den jährlichen Haushaltsplan. Der Verwaltungsrat setzt sich aus Delegierten der Mitgliedsstaaten, der nationalen Sektionen und der internationalen Organisationen, die im IIAS Mitglied sind, zusammen.
Der Präsident des Verwaltungsrats ist gleichzeitig Präsident des IIAS.

### Vollversammlung
Die Vollversammlung entscheidet über die allgemeinen Leitlinien des Instituts. Sie bestätigt den Haushalt und entlastet den Vorstand auf Grundlage der Kassenprüfungsberichte der von ihr ernannten Revisoren.

### Sekretariat
Das Sekretariat mit Sitz in Brüssel erledigt mit hauptamtlichen Mitarbeitenden die täglichen Geschäfte des Instituts. Geleitet wird das Sekretariat durch einen Generaldirektor.

## Deutsche Sektion des Internationalen Instituts für Verwaltungswissenschaften
Die Deutsche Sektion ist die nationale Sektion des IIAS in Deutschland. Sie ist als Verein mit Sitz in Berlin und Bonn organisiert. Der Verein finanziert sich aus Zuwendungen von Bund und Ländern. Die Geschäftsstelle liegt beim Bundesministerium des Innern, für Bau und Heimat. Derzeit hat der Verein über 400 Verwaltungswissenschaftler und -praktiker als Mitglieder und verfolgt das Ziel "Erfahrungen und Kenntnisse über in- und ausländische Verwaltungswissenschaft und -praxis an Verwaltungswissenschaftler aus der ganzen Welt weiterzugeben – in Deutschland, Europa und über die Grenzen Europas hinaus."
Die Deutsche Sektion veranstaltet unter anderem eine regelmäßige Jahrestagung.